# Caucaea tripterygia
Caucaea tripterygia  es una especie de orquídea epifita originaria de Sudamérica.

## Descripción
Es una orquídea de tamaño pequeño, prefiere el clima fresco, tiene un hábito epífita que florece en la primavera.

## Distribución
Se encuentra en el norte de Perú y Ecuador en las elevaciones alrededor de 3.000 metros.   

## Taxonomía
Caucaea tripterygia fue descrita por (Rchb.f.) N.H.Williams & M.W.Chase y publicado en Lindleyana 16(4): 284. 2001.
Etimología
Caucaea: nombre genérico que alude a su localización en las cercanías del río Cauca..
tripterygia: epíteto latino que significa "con tres alas".
Sinonimia
- Oncidium tripterygium Rchb.f.	[1][4][5]